# Rodná
Rodná är en ort i Tjeckien. Den ligger i regionen Södra Böhmen, i den centrala delen av landet, 70 km söder om huvudstaden Prag. Rodná ligger 657 meter över havet och antalet invånare är 110.
Terrängen runt Rodná är platt åt nordost, men åt sydväst är den kuperad. Rodná ligger uppe på en höjd. Runt Rodná är det ganska glesbefolkat, med 22 invånare per kvadratkilometer. Närmaste större samhälle är Tábor, 15,7 km sydväst om Rodná. Omgivningarna runt Rodná är en mosaik av jordbruksmark och naturlig växtlighet.